# بيلمي
بيلمي (بالإنجليزية: Bellamy)‏ هي مدينة أمريكية تقع في ولاية ألاباما.ويبلغ عدد سكانها 543 نسمة حسب إحصاء سنة 2010 م.